# Daïras de la wilaya de Naâma

La wilaya de Naâma compte sept daïras (circonscriptions administratives).

## Daïras de la wilaya de Naâma
1. Naama
2. Ain Sefra
3. Assela
4. Makman Ben Amer
5. Mecheria
6. Moghrar
7. Sfissifa

| Daïra           | Nombre de communes | Communes                         | Superficie (km²) | Population (hab.) |
| --------------- | ------------------ | -------------------------------- | ---------------- | ----------------- |
| Naâma           | 1                  | Naâma                            | ...              | ...               |
| Ain Sefra       | 2                  | Ain Sefra, Tiout                 | ...              | ...               |
| Assela          | 1                  | Assela                           | ...              | ...               |
| Makman Ben Amer | 2                  | Makman Ben Amer, Kasdir          | ...              | ...               |
| Mecheria        | 3                  | Méchria, Aïn Ben Khelil, El Biod | ...              | ...               |
| Moghrar         | 2                  | Moghrar, Djeniene Bourezg        | ...              | ...               |
| Sfissifa        | 1                  | Sfissifa                         | ...              | ...               |